# アルトール・コッペル

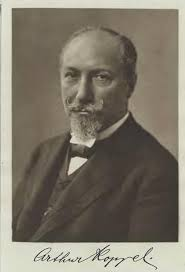
アーサーコッペル

アルトール・コッペル（Arthur Koppel、1851年3月14日ドレスデン生れ、1908年5月12日逝去）は、オーレンシュタイン・ウント・コッペル社の共同創設者、およびアルトール・コッペル社の創設者であった、ドイツの実業家で機械工学の起業家である。ちなみにアルトールはドイツ語名で、アーサーという英語名が日本では広く知られている。 
アルトール・コッペルは銀行家レオポルド・コッペルの兄弟であり、当初はベルリンの鉄鋼商社G. E.デルシャウで支配人として働いていた。1876年4月1日、彼はベンノ・オーレンシュタインと共に、オーレンシュタイン＆コッペル社（当初は鉄道機材商社）を設立し、15,000マルクを出資した。しかし経営者間の性格の相違により、1885年に両者は相互間の合意により独立した。 
分離独立が行われたとき、旧会社のオーレンシュタイン社は国内市場に、新会社のアルトール・コッペル社は海外市場に業務が5年間限定されることが合意された 。1897年までに、コッペルによって提供された鉄軌道資材は、砂糖やコーヒーのプランテーション管理、および世界各地の未開発地域での栽培で実証済みだった。同社は1901年にベルリンで設立された、ドイツ-イギリスのオタビ鉱業および鉄道会社（OMEG）の鉱石輸送用に、スワコプムンド～ツメブ間（オタビ線）とユカタン半島の鉄鉱石輸送線を敷設した。1905年に、コッペルは彼の会社を株式会社に変え、当時はボーフム 、 デュッセルドルフ 、 ハンブルク 、 ライプツィヒ 、 ミュンヘン 、 シュヴェリーンに支社または支店があった］。1903年にアルトール・コッペルは、友愛会（ベルリンのユダヤ人救援協会）に参加している。 
1903年には友の会に参加。 

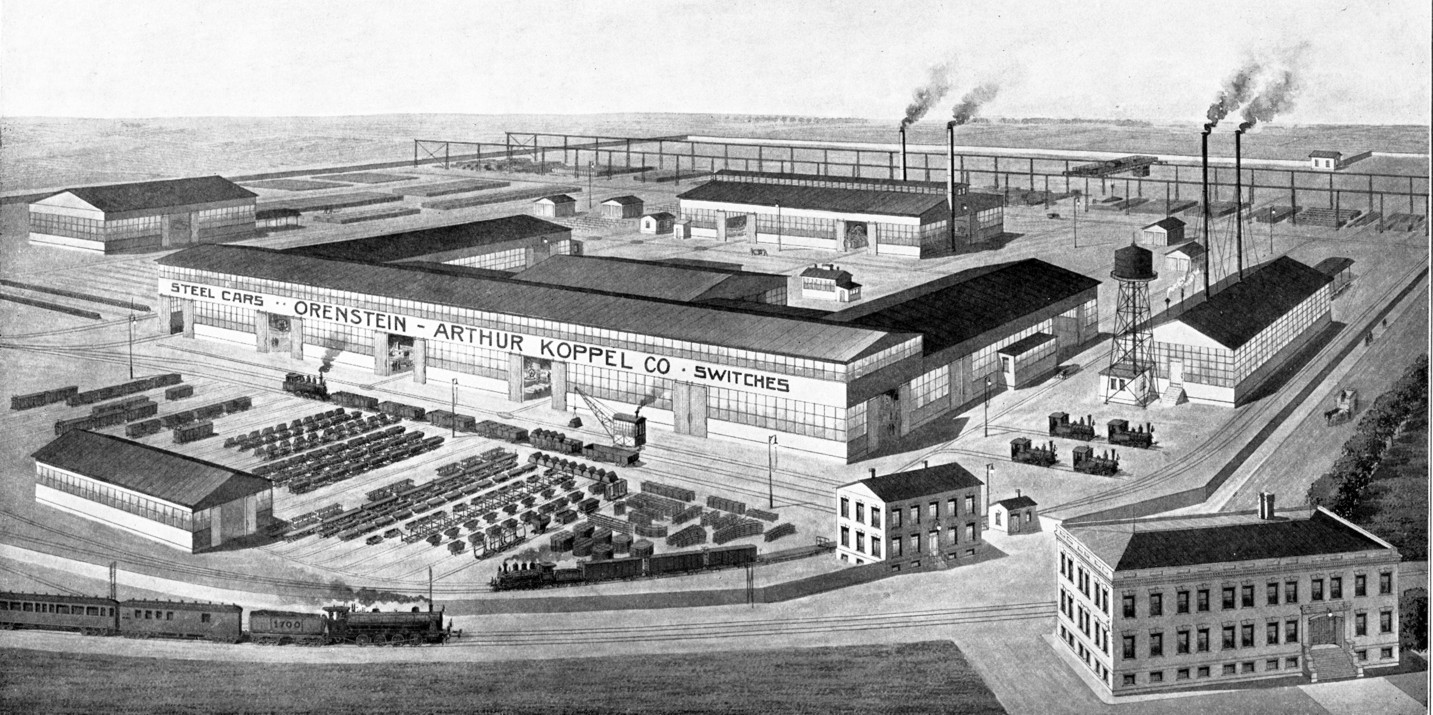
コッペル子会社のペンシルベニア工場

1905年にコッペルは米国にも事業拡大した  彼はアメリカ人技術者のＨ.アルフレッド・エリス（1871年ペンシルベニア州ピッツバーグ生れ、1909年逝去） と協力し、1906年にビーバー郡（ペンシルベニア州）のビーバー・リバーにあった558ヘクタールの土地を取得し、そこに工場を建設した。1910年頃にビーバー郡に建設されたコッペル村（現在の人口は約850人）は、彼にちなんで名付けられた。 

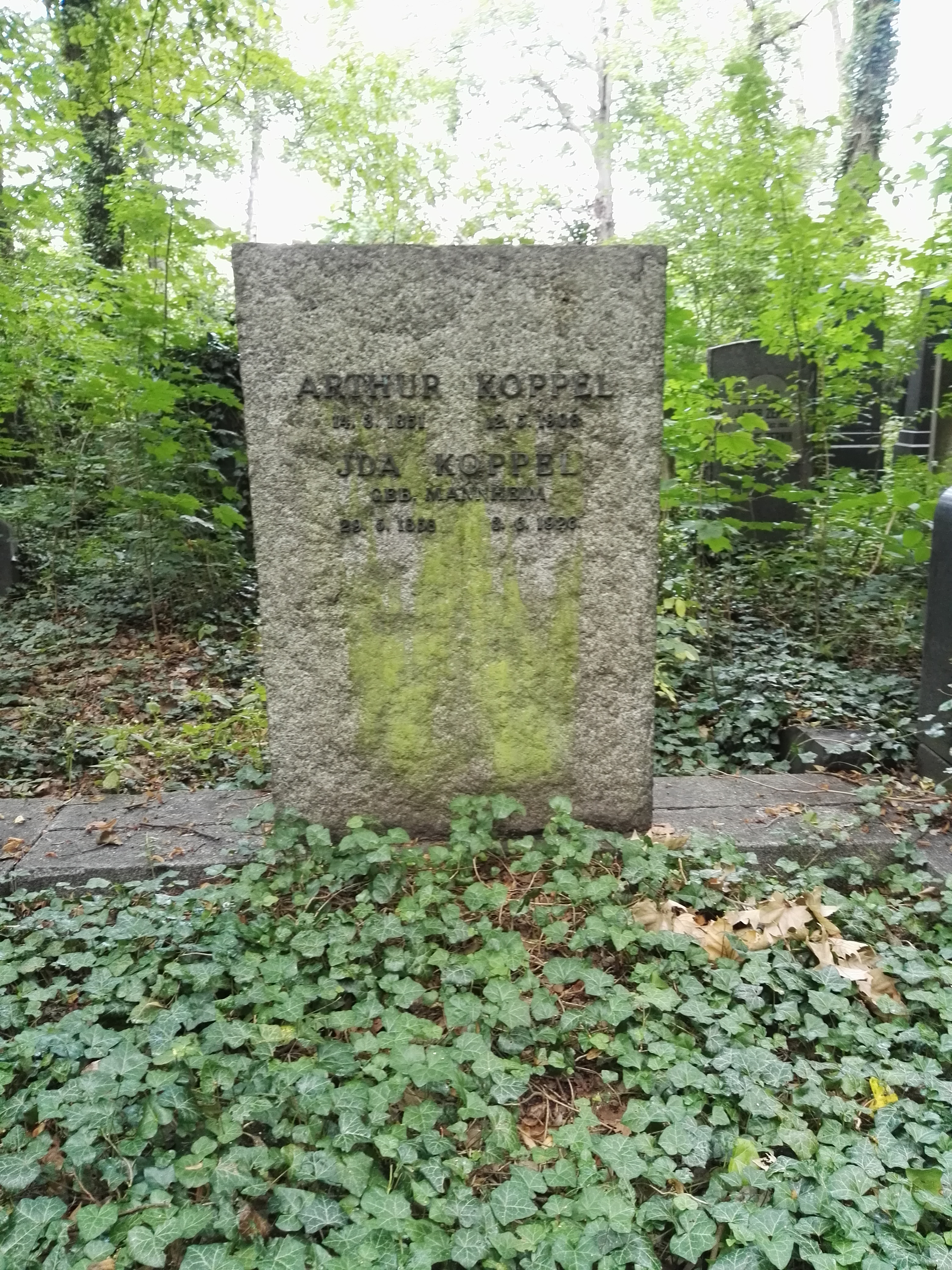
墓

その後コッペルは、ベルリン-ヴァイセンゼーにあるユダヤ人墓地に埋葬された  。 
彼の会社は1909年にオーレンシュタイン＆コッペル社と合併し、オーレンシュタイン＆コッペル-アルトール・コッペル社を設立した。1912年頃にはヨーロッパに8つの工場があり、フィラデルフィア、シカゴ、メキシコシティ、ブエノスアイレス、ジャワ、中国、南アフリカに支社があった。1920年に会社はオーレンシュタイン＆コッペル社に名称短縮された。 
アメリカが1917年に第一次世界大戦に参戦した後、オーレンシュタイン-アルトール・コッペル社と、ペンシルベニア州のその子会社は敵の資産として押収され、1918年に競売にかけられ 、ドイツ人従業員が抑留された。新しい所有者は、おそらくアメリカの共同事業者によって設立された救済会社で、有名な名前のコッペルを社名に組込み、コッペル工業用自動車＆設備会社（コッペルインダストリアル・カー＆エキプメント社）とした 。

## 文献
- The Iron Trade Review, Band 42 (1908). (Nachruf)
- 鉄製品貿易年鑑、第42巻（1908年）死亡記事

- The Iron Trade Review 、Volume 42（1908）（任意）

### Webリンク
- http://www.knerger.de/html/koppelarunternehmer_47.html
- http://www.albert-gieseler.de/dampf_de/fialen0/firmadet453.shtml
- http://www.midcontinent.org/rollingstock/builders/koppel.htm
- Eingesandt: Katalog von Arthur Koppel.
- http://www.worldrailfans.info/GardenRailway/Prototype/ArthurKoppelFeldbahn.shtml

### その他の情報源
- Arthur Koppel Aktiengesellschaft, Berlin NW 7, Dorotheenstraße 45. 1906. [9] アルトール・コッペル証券会社
- Transport of sugar cane. Cuba. Arthur Koppel. Transportable und feste Eisenbahnen. Portable and permanent Railways. (Narrow-gauge railway) サトウキビの輸送。 キューバのサトウキビ輸送。アーサーコッペル製の可搬式および固定式の鉄道。ポータブルかつ永続的な鉄道について。